# Liste des icônes du Queensland du Q150

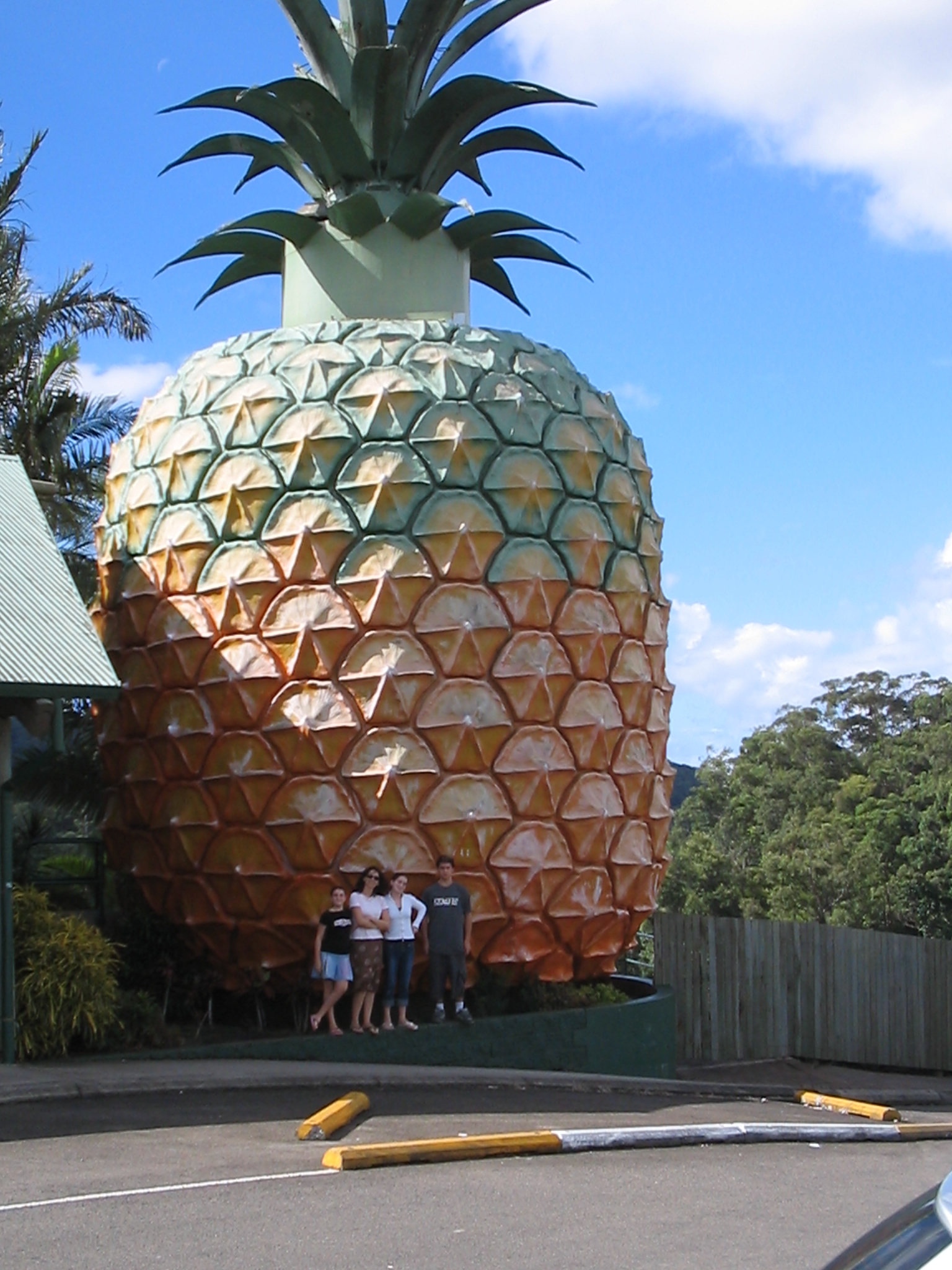
Big Pineapple à Nambour.

Les icônes du Queensland du Q150 sont des icônes culturelles reprises dans une liste officielle établie par le gouvernement du Queensland (Australie) dans le cadre du Q150 (en) (150e anniversaire du Queensland) en 2009 et qui présente des personnalités, lieux et événements importants du Queensland.

## State shapers
Cette liste présente des personnes et des organisations importantes du Queensland.

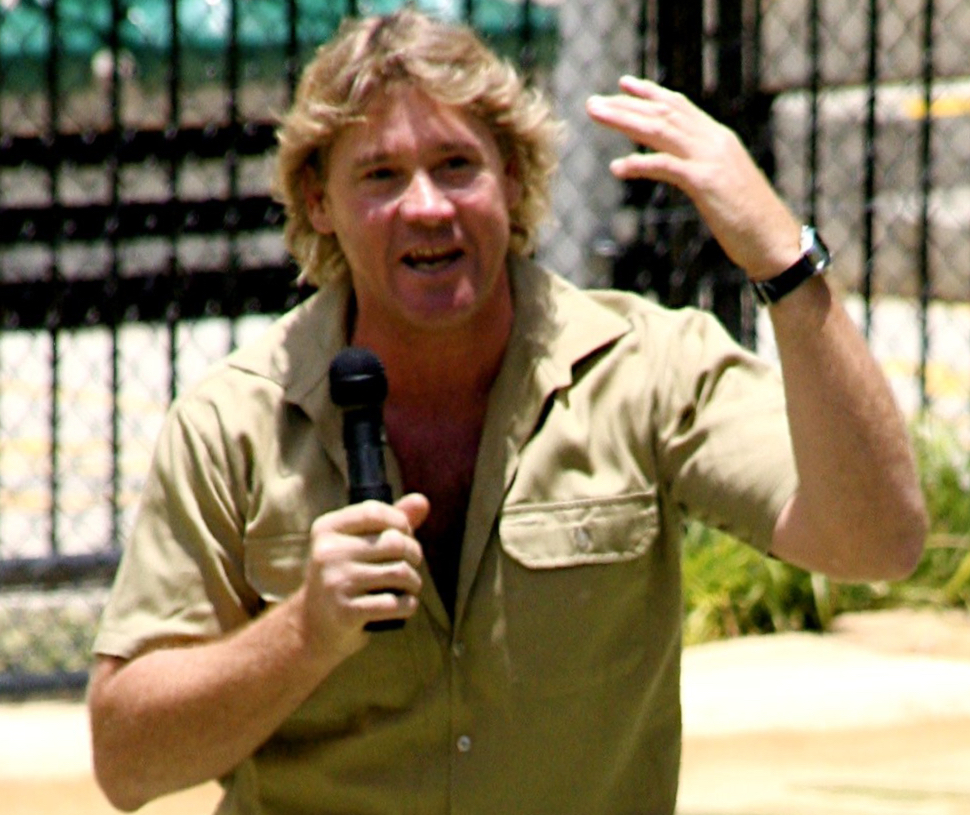
Steve Irwin.

| 1  | Centre d'immigration de Yungaba (en)       |
| 2  | Steve Irwin                                |
| 3  | Sauveteurs sportifs en surf                |
| 4  | Sir Joh Bjelke-Petersen                    |
| 5  | Leslie Thiess                              |
| 6  | Fondateurs de QANTAS                       |
| 7  | Clem Jones                                 |
| 8  | Eddie Mabo                                 |
| 9  | Service d'urgence d'État                   |
| 10 | John Flynn                                 |
| 11 | Charles Kingsford Smith                    |
| 12 | James Cook                                 |
| 13 | Société royale d'agriculture du Queensland |
| 14 | Association des parents d'enfants isolés   |
| 15 | Wayne Bennett                              |

## Artistes influents

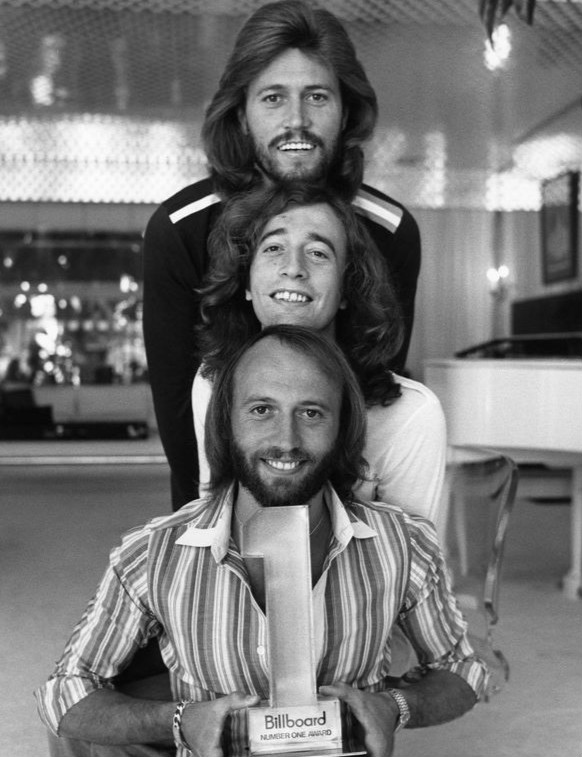
Les Bee Gees en 1977.

| 1  | Bee Gees                         |
| 2  | Powderfinger                     |
| 3  | Geoffrey Rush                    |
| 4  | Keith Urban                      |
| 5  | Oodgeroo Noonuccal (Kath Walker) |
| 6  | Steele Rudd                      |
| 7  | Judith Wright                    |
| 8  | Billy Thorpe                     |
| 9  | Hugh Lunn                        |
| 10 | Savage Garden                    |
| 11 | Gladys Moncrieff                 |
| 12 | Graeme Connors                   |
| 13 | William McInnes                  |
| 14 | David Malouf                     |
| 15 | Charles Chauvel                  |

## Légendes du sport

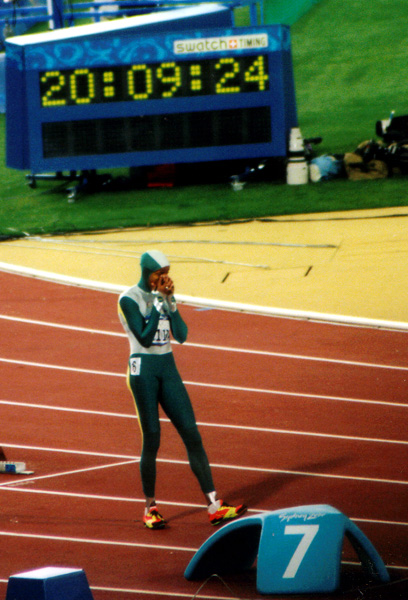
Cathy Freeman aux Jeux olympiques de Sydney en 2000.

| 1  | Wally Lewis          |
| 2  | Cathy Freeman        |
| 3  | Pat Rafter           |
| 4  | Rod Laver            |
| 5  | Allan Border         |
| 6  | Greg Norman          |
| 7  | Susie O'Neill        |
| 8  | Dick Johnson         |
| 9  | Allan (Alfie) Langer |
| 10 | Gunsynd              |
| 11 | Mal Meninga          |
| 12 | Grant Hackett        |
| 13 | Matthew Hayden       |
| 14 | Kieren Perkins       |
| 15 | Mick Doohan          |

## Lieux représentatifs

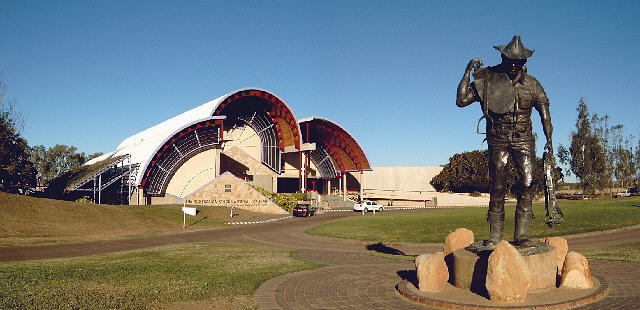
Stockman's Hall of Fame à Longreach.

| 1  | Australia Zoo (arrière-pays de la Sunshine Coast)   |
| 2  | Australian Stockman's Hall of Fame (en) (Longreach) |
| 3  | Surfers Paradise                                    |
| 4  | Distillerie de rhum Bundaberg                       |
| 5  | Big Pineapple (en) (Nambour)                        |
| 6  | South Bank Parklands (Brisbane)                     |
| 7  | Noosa                                               |
| 8  | Breakfast Creek Hotel (en) (Brisbane)               |
| 9  | Yatala Pie Shop (en)                                |
| 10 | Barcaldine Tree of Knowledge (en)                   |
| 11 | Paronella Park (en) (North Queensland)              |
| 12 | Sanctuaire de Lone Pine Koala (Brisbane)            |
| 13 | Currumbin Wildlife Sanctuary (en) (Gold Coast)      |
| 14 | Cordillère australienne                             |
| 15 | Darling Downs                                       |

## Attractions naturelles

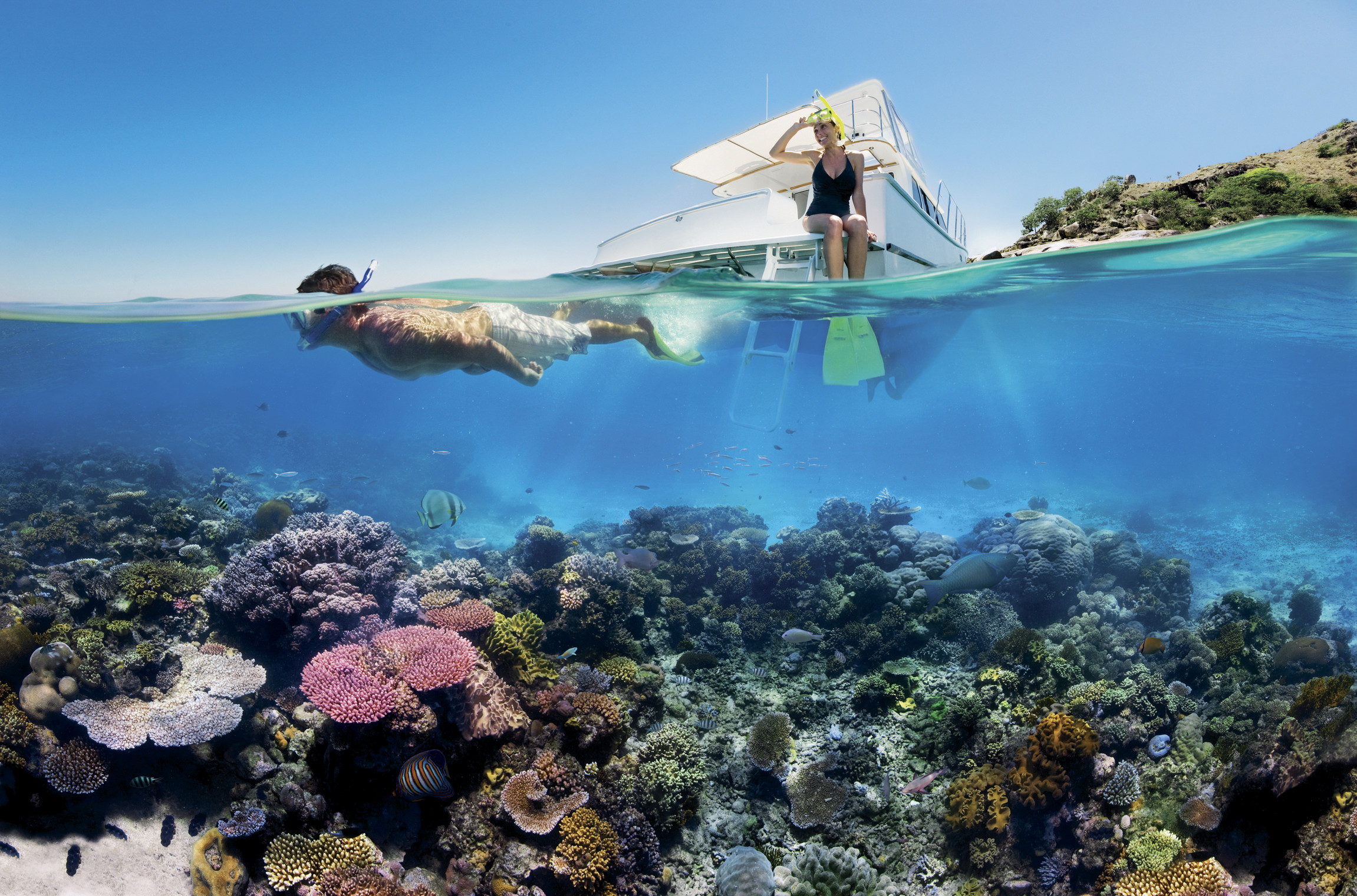
Aperçu de la Grande Barrière de corail.

| 1  | Grande Barrière de corail        |
| 2  | Île Fraser                       |
| 3  | Glass House Mountains            |
| 4  | Îles Whitsunday                  |
| 5  | Forêt de Daintree                |
| 6  | Outback du Queensland            |
| 7  | Carnarvon Gorge                  |
| 8  | Stradbroke Island                |
| 9  | Parc national de Lamington       |
| 10 | Monts Bunya                      |
| 11 | Baie Moreton                     |
| 12 | Barron Falls                     |
| 13 | Parc national de Springbrook     |
| 14 | Île Magnétique (Magnetic Island) |
| 15 | Tunnels de lave à Undara         |

## Structures et prouesses techniques

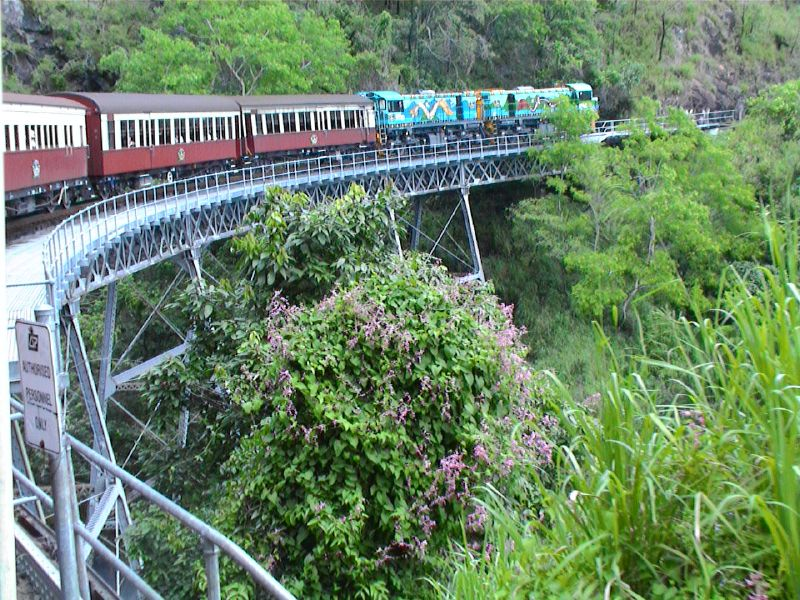
Chemin de fer panoramique de Kuranda.

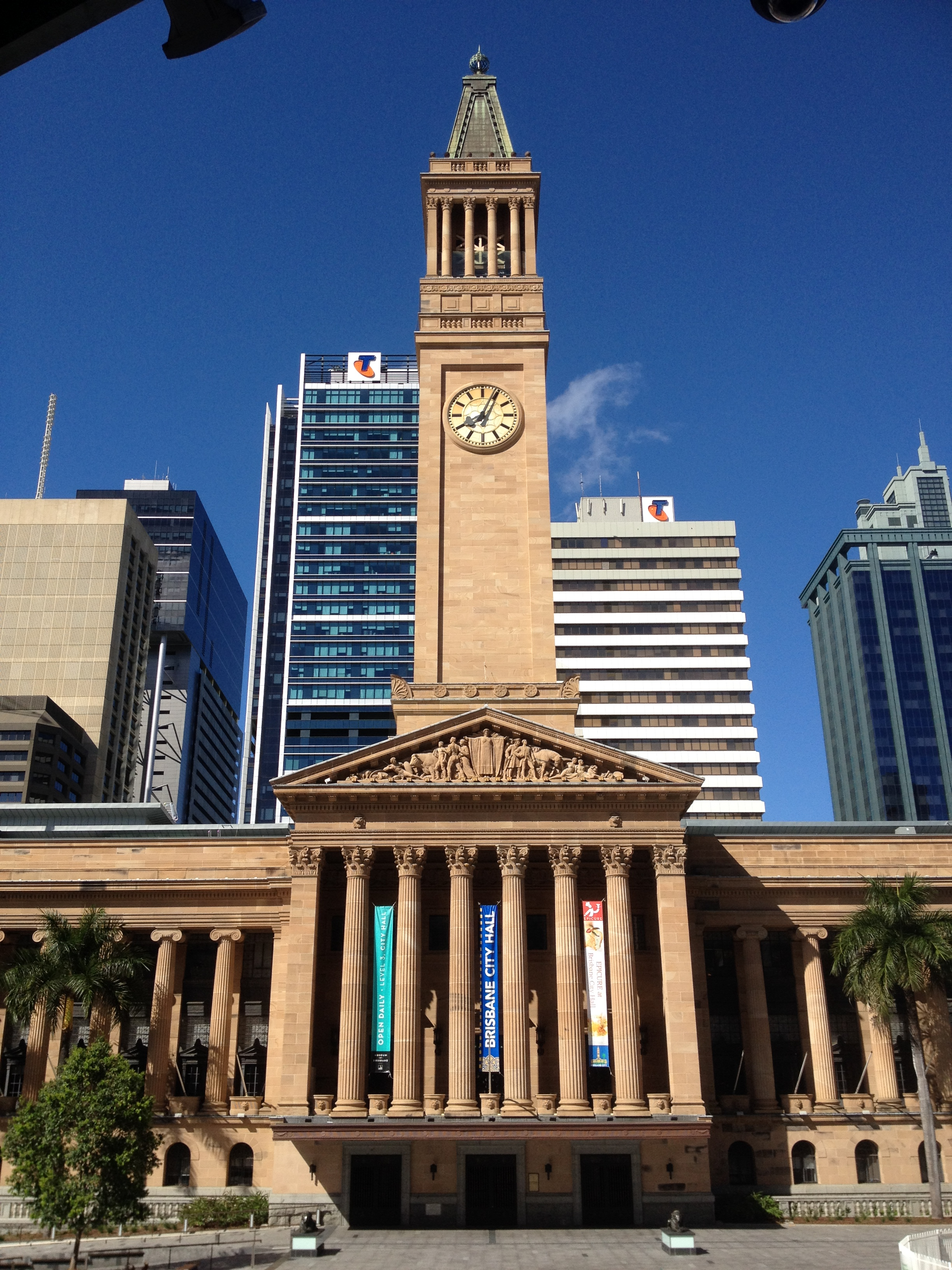
Hôtel de ville de Brisbane.

| 1  | Story Bridge (Brisbane)                            |
| 2  | Chemin de fer panoramique de Kuranda (en) (Cairns) |
| 3  | Brasserie XXXX (Brisbane)                          |
| 4  | Hôtel de ville de Brisbane                         |
| 5  | Skyrail Rainforest Cable (Cairns)                  |
| 6  | Passerelle Bridge (Brisbane)                       |
| 7  | Stade Suncorp (Lang Park)                          |
| 8  | Tour Q1 (Gold Coast)                               |
| 9  | Le Gabba (Brisbane)                                |
| 10 | Great Court (en) de l'université du Queensland     |
| 11 | Cathédrale Saint-Jean (Brisbane) (en) (Brisbane)   |
| 12 | Old Museum Buildinge (en) (Brisbane)               |
| 13 | Hangars QANTAS (Longreach et Cloncurry)            |
| 14 | Pont autoroutier de Hornibrook (en) (Redcliffe)    |
| 15 | Barrage de Burdekin                                |

## Évènements importants

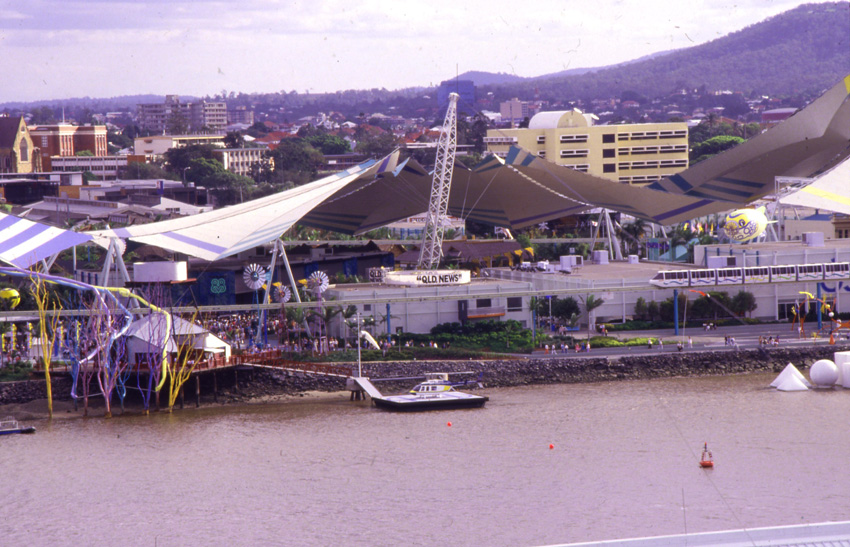
Expo '88.

| 1  | Exposition universelle de 1988                                         |
| 2  | Inondations de 1974 dans le Queensland                                 |
| 3  | Création de QANTAS (1920)                                              |
| 4  | Jeux du Commonwealth 1982 à Brisbane                                   |
| 5  | Décision de la Haute Cour d'Australie de Mabo (1992)                   |
| 6  | Enquête Fitzgerald (1987-1989)                                         |
| 7  | Queensland proclamée nouvelle colonie (1859)                           |
| 8  | De l'or est découvert au Queensland (1858)                             |
| 9  | Liste du patrimoine mondial des tropiques humides (1988)               |
| 10 | Queensland remporte son premier bouclier de Sheffield (1995)           |
| 11 | Démolition de l'hôtel Bellevue et de Cloudland (1979 et 1982)          |
| 12 | Éducation gratuite au Queensland                                       |
| 13 | Premier parlementaire autochtone d'Australie : Neville Bonner (1971)   |
| 14 | Enchaînement à l'hôtel Regatta (en) en 1965 pour les droits des femmes |
| 15 | Le chemin de fer arrive au Queensland (1865)                           |

## Innovations et inventions

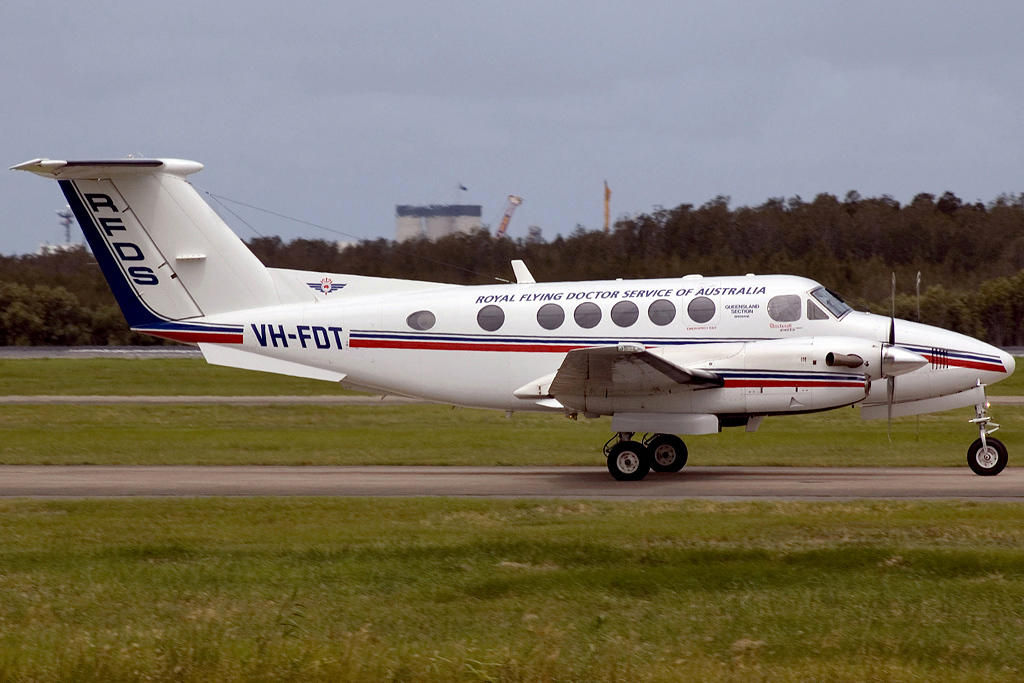
Royal Flying Doctor Service.

| 1  | Royal Flying Doctor Service                                           |
| 2  | Vaccination contre le cancer du col utérin (professeur Ian Frazer)    |
| 3  | Traitement de la polio                                                |
| 4  | Blue Care (anciennement Blue Nurses)                                  |
| 5  | École de l'air                                                        |
| 6  | Billabong                                                             |
| 7  | Lamington                                                             |
| 8  | Kids Alive - Do the Five                                              |
| 9  | Onguent de papaye de Lucas                                            |
| 10 | Weis Fruit Bar                                                        |
| 11 | Recherche sur le système immunitaire (prix Nobel pour Peter Doherty). |
| 12 | Moulins à vent de Southern Cross                                      |
| 13 | Tilt train                                                            |
| 14 | Barrière à dingos                                                     |
| 15 | wotif.com.au                                                          |

## Événements et festivals

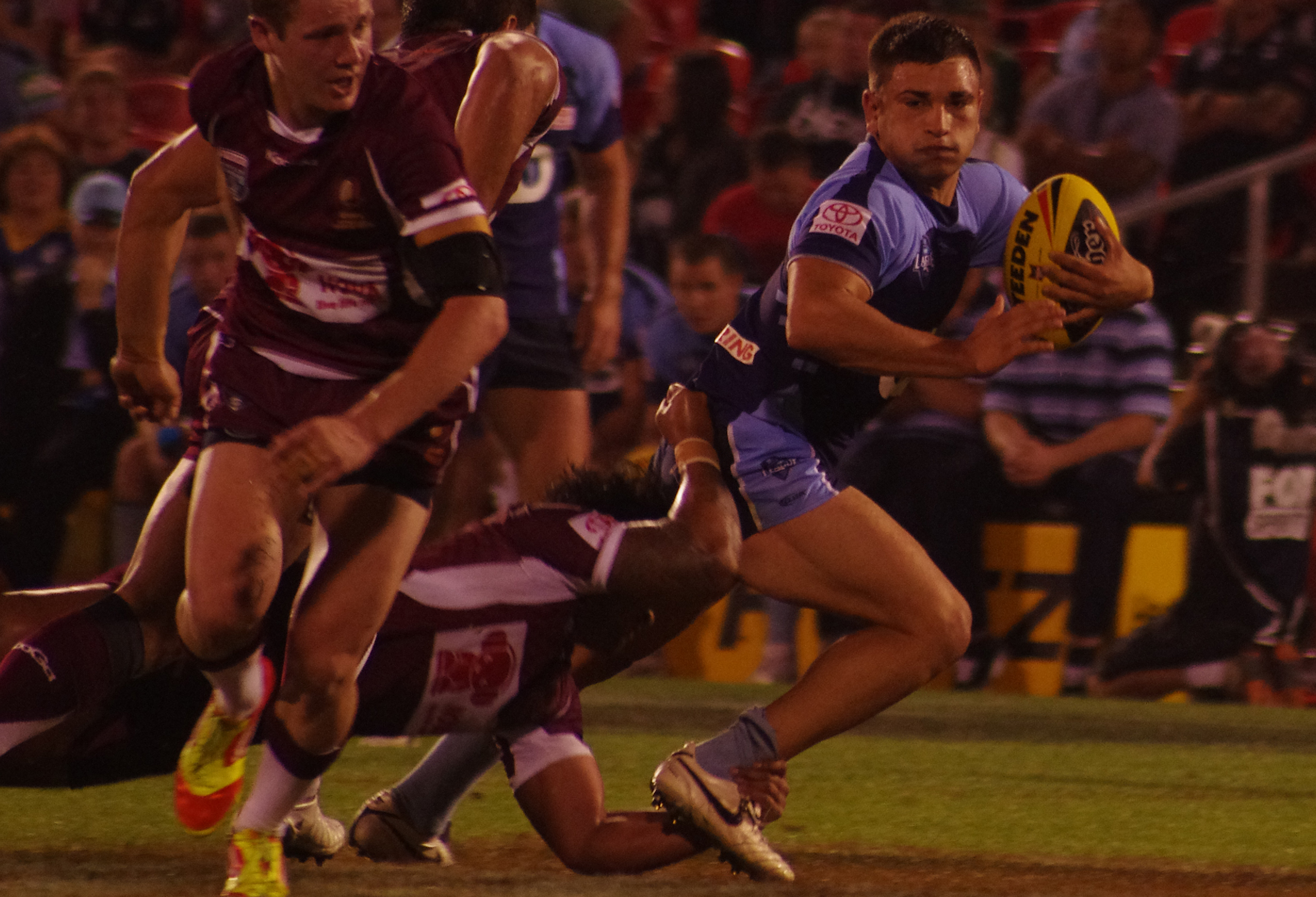
Extrait dÉtat d'origine.

| 1  | Ekka (Brisbane)                                           |
| 2  | Série State of Origin.                                    |
| 3  | Birdsville Races                                          |
| 4  | Festival de la rivière Riverfire                          |
| 5  | Festival folklorique de Woodford                          |
| 6  | Carnaval des Fleurs (Toowoomba)                           |
| 7  | Country Music Muster (Gympie)                             |
| 8  | Indy (Côte d'Or)                                          |
| 9  | Fête de la récolte des pommes et des raisins (Stanthorpe) |
| 10 | B&S Balls                                                 |
| 11 | Beef Australia (en) (Rockhampton)                         |
| 12 | Brisbane-Gladstone Yacht Race                             |
| 13 | Rodéo du mont Isa                                         |
| 14 | Festival grec de Panyiri (Brisbane)                       |
| 15 | Triathlon de Noosa                                        |

## Spécificités du Queensland

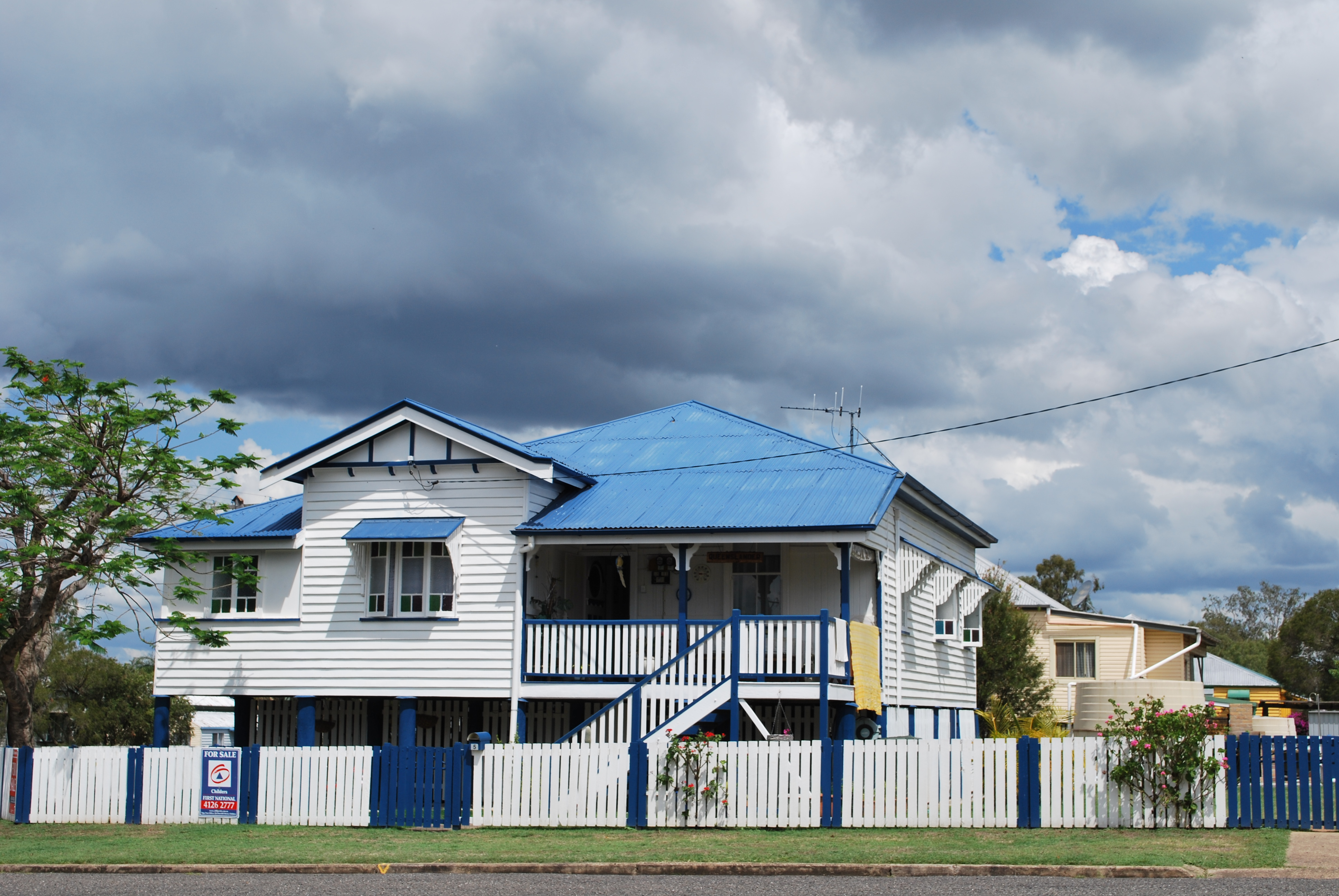
Queenslander House.

| 1  | BBQ de jardin                  |
| 2  | Architecture Queenslander      |
| 3  | Bières XXXX                    |
| 4  | Bundy Rum (et ours)            |
| 5  | Ensoleillement                 |
| 6  | Mangue Bowen                   |
| 7  | Orages d'été                   |
| 8  | Waltzing Matilda               |
| 9  | Noix de macadamia              |
| 10 | La couleur marron              |
| 11 | Jacaranda (ou Flamboyant bleu) |
| 12 | Champs de cannes à sucre       |
| 13 | Crapaud                        |
| 14 | Tongs                          |
| 15 | Crabe de boue (en)             |